# Glyptothorax rugimentum
Glyptothorax rugimentum är en fiskart som beskrevs av Ng och Maurice Kottelat 2008. Glyptothorax rugimentum ingår i släktet Glyptothorax och familjen Sisoridae. IUCN kategoriserar arten globalt som otillräckligt studerad. Inga underarter finns listade i Catalogue of Life.